# Степанцмінда
Степанцмінда (груз. სტეფანწმინდა) — даба (смт) в краї (мхаре) Мцхета-Мтіанеті, північна Грузія, адміністративний центр муніципалітету Казбеґі.

## Географія
Степанцмінда (стара назва Казбеґі) — кліматобальнеологічна курортна місцевість в Грузії розташована на відстані 165 км на північ від Тбілісі та на відстані 43 км на південь від Владикавказу. Селище розташовано в центральній частині Великого Кавказького хребта, у підніжжя гори Казбек, на висоті 1744 м, в верхній течії Тереку, на 11 км південніше кордону з Росією (пункт переходу кордону Верхній Ларс).

## Цікавинка
Біля селища розташовані дві вершини названі іменами лідерів ОУН та УПА Степана Бандери та Романа Шухевича. Це сталося у жовтні 2013 року, коли львівський альпініст Мар'ян Нищук разом із колегами підкорив ці вершини та ініціював надання їм імен лідерів українських націоналістів. Адміністрація містечка затвердила ці назви.

## Персоналії
В селищі народився:
- Олександр Казбегі (1848—1893) — грузинський письменник.